# Бруска Сергій Анатолійович
Сергі́й Анато́лійович Бру́ска (* 1991) — старшина Збройних сил України, учасник російсько-української війни.

## Життєвий шлях
Військовик Центру розмінування. Підсилює групи розмінування кінологічним розрахунком; виконував завдання, необхідні для аеромобільних військ — щодо протидії саморобним вибуховим пристроям.
Здійснював розмінування об'єктів та ділянок доріг, супровід колон в населених пунктах Долина, Петрівське, Рубіжне, Степанівка, Сулигівка, поблизу гори Карачун, станції Брусин. Поблизу Лиману — за допомогою службової собаки німецької вівчарки Бренди — виявив рештки двох загиблих членів екіпажу літака Ан-30, їх тривалий час не могла знайти група розмінування під керівництвом майора Олексія Шинальського.
При виконанні завдань по розмінуванню Савур-Могили під обстрілами противником — незаконні збройні формування і військові підрозділи Російської Федерації — з РСЗВ БМ-21 «Град» та мінометів, зазнав осколкового поранення правої руки, однак продовжував виконувати завдання протягом двох діб, доки не виконав роботу в повному обсязі. На Савур-Могилі кам'янецькі сапери перебували з 18 по 24 серпня, відходили по російських тилах 60 кілометрів та наприкінці потрапили в «гуманітарний коридор» під Іловайськом.
26 березня 2021 року, перебуваючи у складі групи з розмінування під час огляду замінованої території біля села Шуми, зазнав важкого кульового поранення внаслідок ворожого снайперського обстрілу. Там же був поранений старший солдат Гещук; ще двоє зі складу групи — підполковник Коваль та старший сержант Барнич — загинули, як і старший сержант Абрамович та старший солдат Гайченко, що прийшли на допомогу групі.
З дружиною виховують двох дітей.

## Нагороди
- 8 вересня 2014 року — за особисту мужність і героїзм, виявлені у захисті державного суверенітету та територіальної цілісності України, вірність військовій присязі під час російсько-української війни, відзначений — нагороджений орденом «За мужність» III ступеня.
- Указом Президента України № 149/2021 від 7 квітня 2021 року «за особисту мужність і самовіддані дії, виявлені у захисті державного суверенітету та територіальної цілісності України» — нагороджений орденом «За мужність» II ступеня[2].